# Que pasará mañana
"Que Pasará Mañana" é uma canção interpretada pela atriz e cantora mexicana Lucero. Foi lançado em 14 de Agosto de 2006 como terceiro single do álbum Quiéreme Tal Como Soy pela EMI Music e Capitol Records.

## Informações
A canção é uma balada romântica que dura três minutos e dez segundos e foi escrito por Rafael Pérez Botija. "Que Pasará Mañana" foi interpretada originalmente pelo grupo mexicano Mocedades para o álbum La Otra España, lançado em 1975.

## Lançamentos
"Que Pasará Mañana" foi lançada em CD single em 14 de Agosto de 2006.

## Interpretações ao vivo
Lucero interpretou "Que Pasará Mañana" pela primeira vez durante uma apresentação em Acapulco, em 24 de Agosto de 2006. Em Janeiro de 2007, Lucero interpretou a canção durante o Festival de la Serena, no Chile. Em 26 de Março, interpretou a canção durante sua apresentação no Auditório Nacional. Posteriormente ela foi lançada em seu segundo álbum ao vivo En Vivo Auditorio Nacional, em 26 de Setembro de 2007.

## Formato e duração
- Airplay / CD single

1. "Que Pasará Mañana" – 3:10

## Charts
| Chart (2006) | Posição |
| ------------ | ------- |
| México       | 8       |
| Argentina    | 20      |
| Costa Rica   | 10      |
| Colômbia     | 15      |
| Chile        | 1       |
| Guatemala    | 2       |
| Honduras     | 2       |
| Nicarágua    | 1       |
| Peru         | 12      |
| Venezuela    | 11      |

## Histórico de lançamentos
| País   | Data                 | Formato           | Gravadora                 |
| ------ | -------------------- | ----------------- | ------------------------- |
| México | 14 de Agosto de 2006 | Airplay CD single | EMI Music Capitol Records |